# جون ميلتون برانان
جون ميلتون برانان (بالإنجليزية: John Milton Brannan)‏ هو ضابط أمريكي، ولد في 1 يوليو 1819 في واشنطن العاصمة في الولايات المتحدة، وتوفي في 16 ديسمبر 1892 في نيويورك في الولايات المتحدة.